# Люкселе
Люкселе (швед. Lycksele) — містечко (tätort, міське поселення) у північній Швеції в лені  Вестерботтен. Адміністративний центр комуни Люкселе.

## Географія
Містечко знаходиться у центральній частині лена  Вестерботтен за 580 км на північ від Стокгольма.

## Історія
Люкселе є найдавнішим саамським поселенням у шведській Лапландії. Перша шведська саамська школа (Skytteanska skolan) була тут побудована ще в 1634 році.
Люкселе був першим поселенням шведської Лапландії, яке отримало статус міста у 1946 році. Тому його іноді називають «Лапландським Стокгольмом» (Lapp-Stockholm).

## Герб міста
Місто Люкселе отримало герб королівським затвердженням 1947 року. 
Сюжет герба: у синьому полі спинається срібний вовкодав із повернутою назад головою та червоними очима, язиком і пазурами, у відділеній хвилясто срібній главі — синій безмін.
Тварина у гербі трактується як вовкодав, оскільки вважається, що вовк не може зображатися з піднятим хвостом. Вовкодав символізує місцеву дику природу. Безмін характеризує історичне значення Люкселе як торговельного містечка. Хвилясте ділення вказує на розташування поселення над річкою Умеельвен.
Після адміністративно-територіальної реформи, проведеної у Швеції на початку 1970-х років, муніципальні герби стали використовуватися лишень комунами. Цей герб був 1971 року перебраний для нової комуни Люкселе.

## Населення
Населення становить 8 572 мешканців (2018).

## Спорт
У поселенні базується футбольний клуб Люкселе ІФ та кілька інших спортивних клубів.

## Галерея

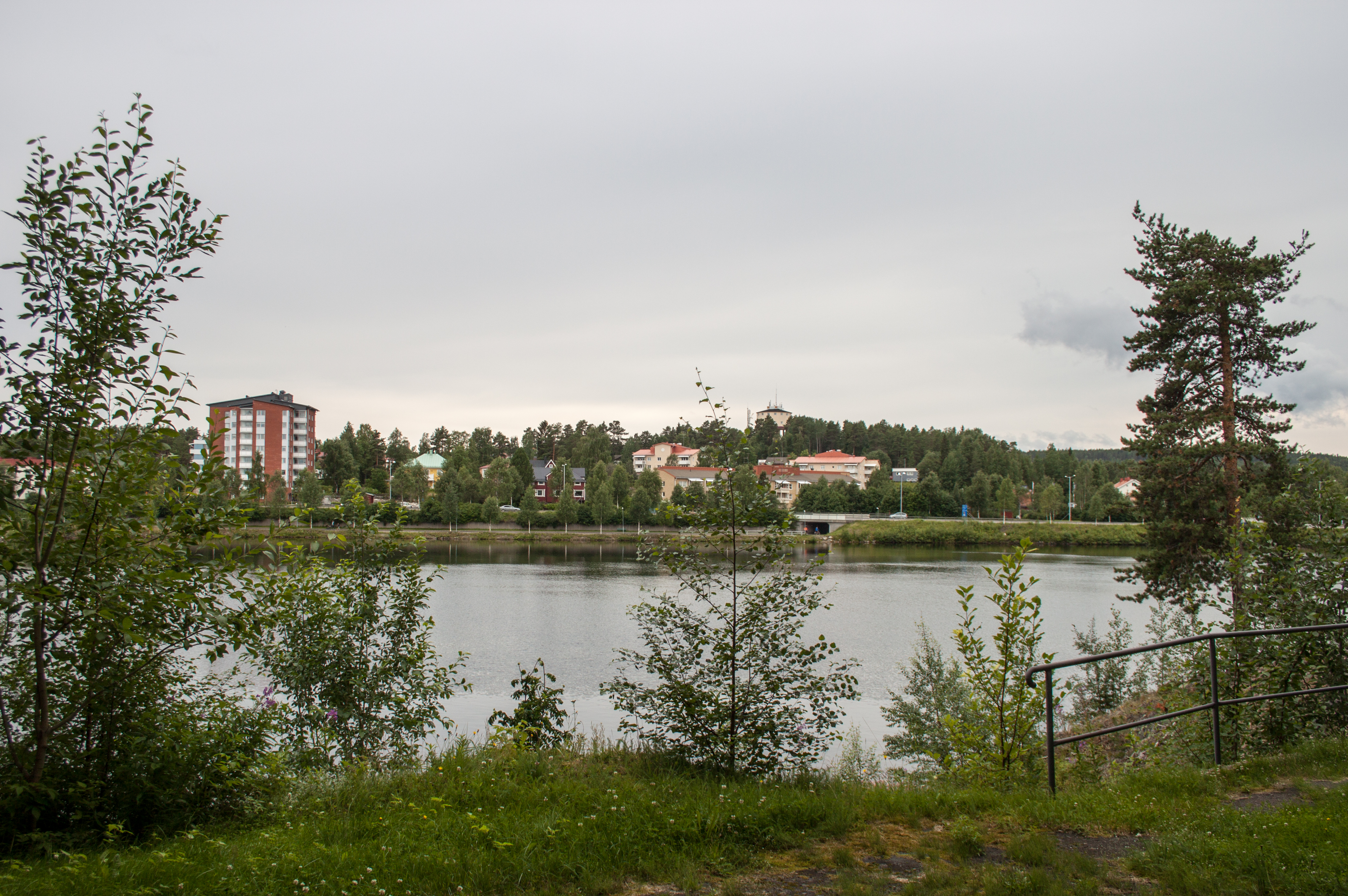
Річка Уме в Люкселе
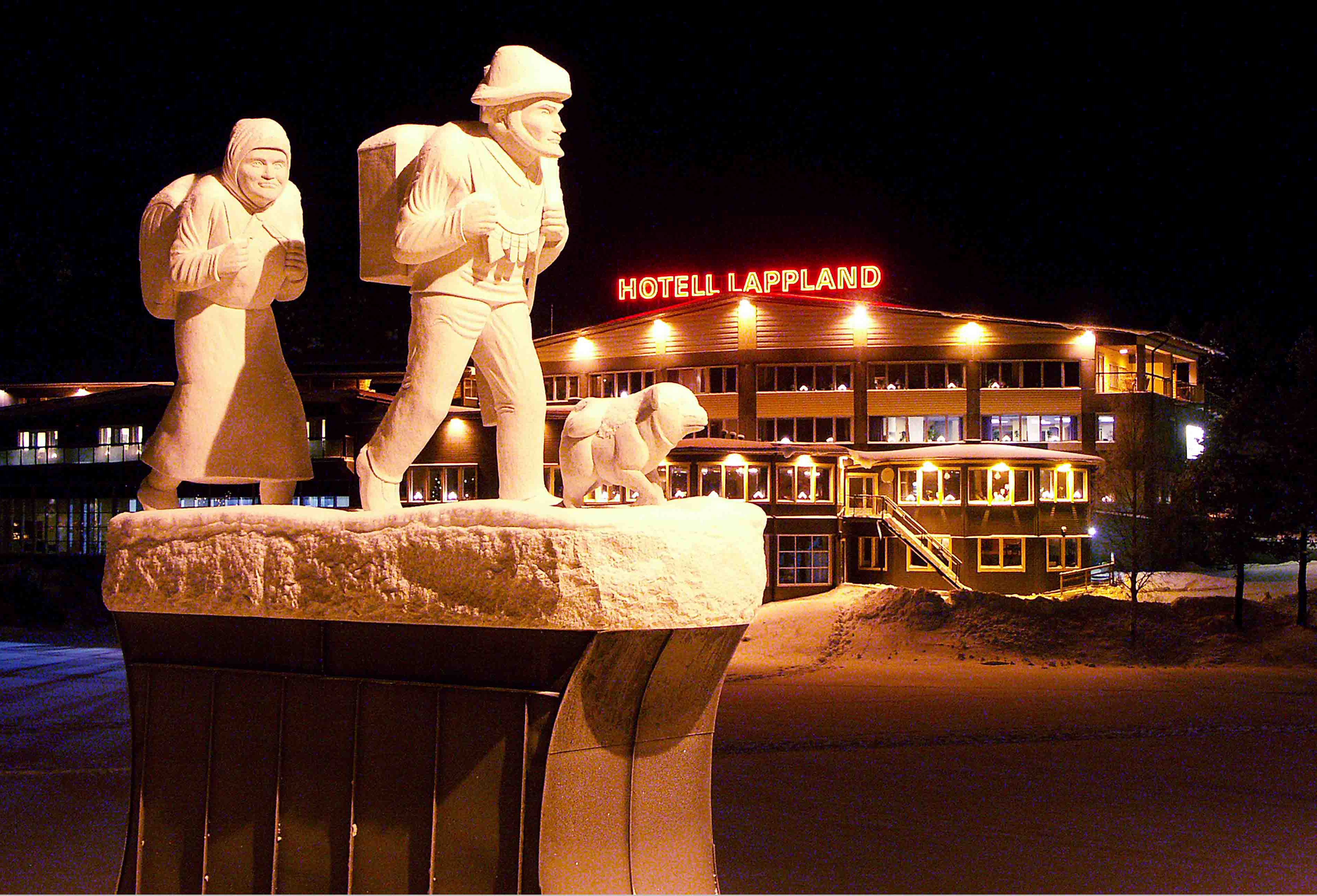
Монумент засновникам міста
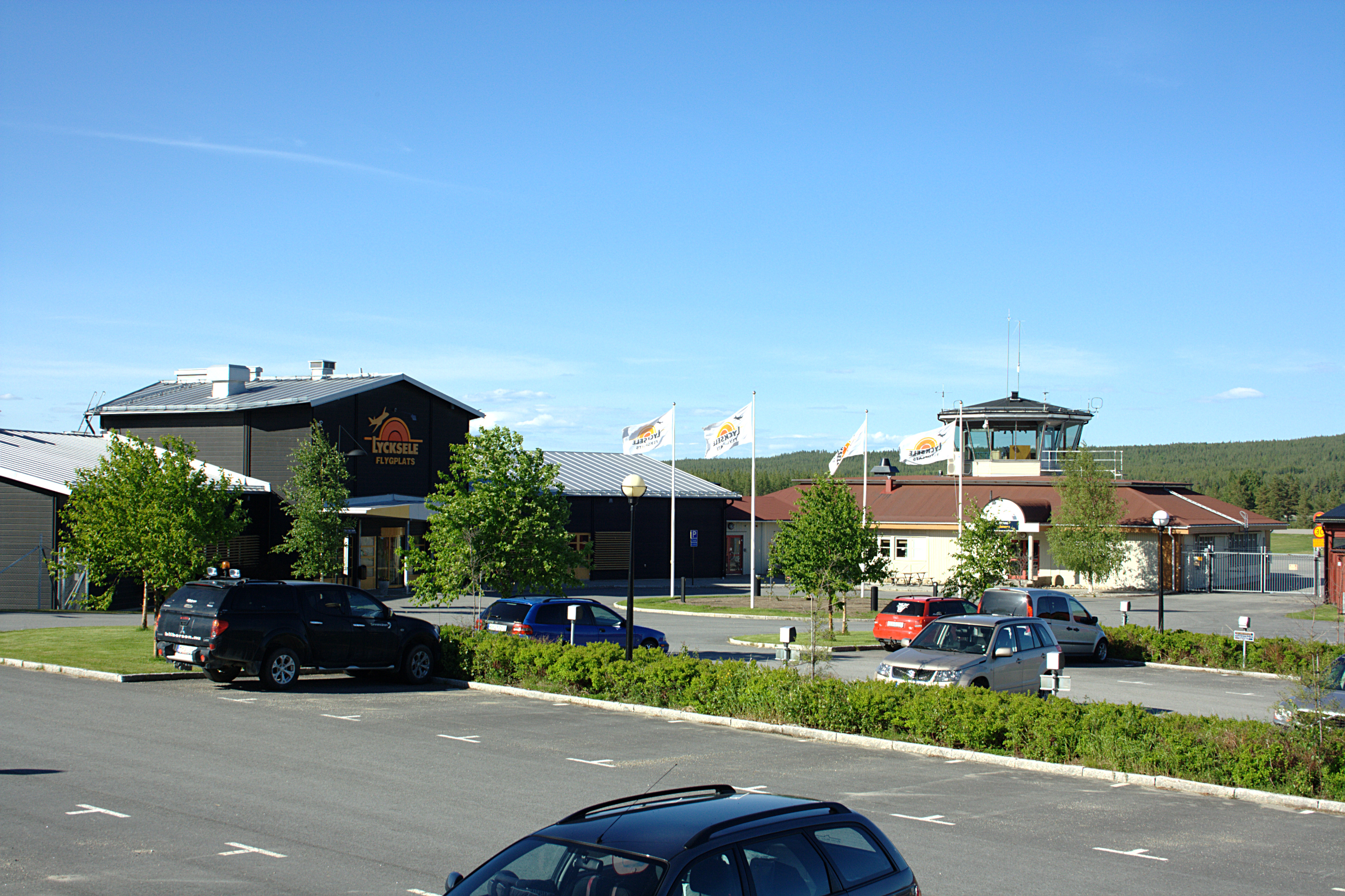
Летовище
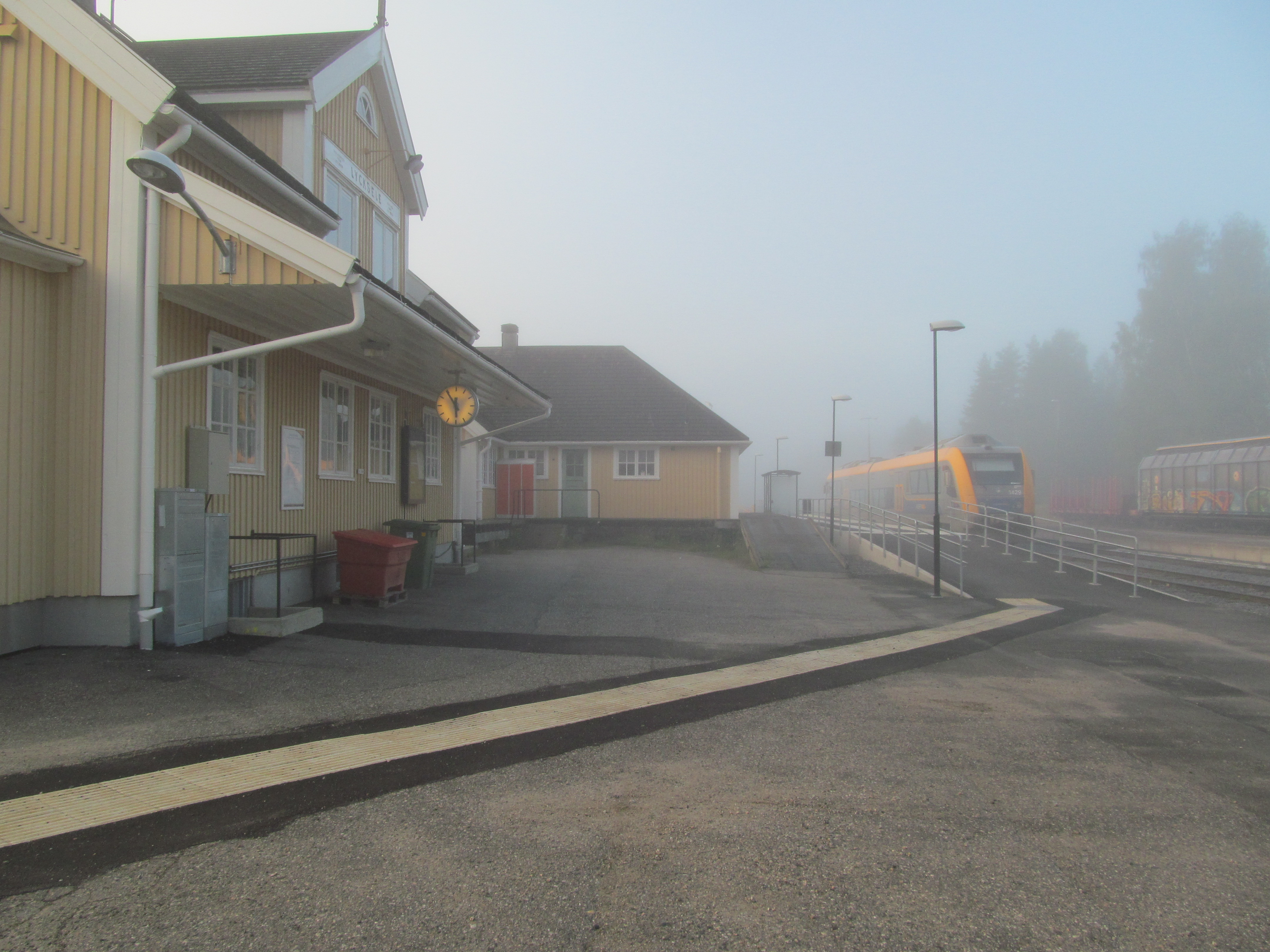
Залізнична станція
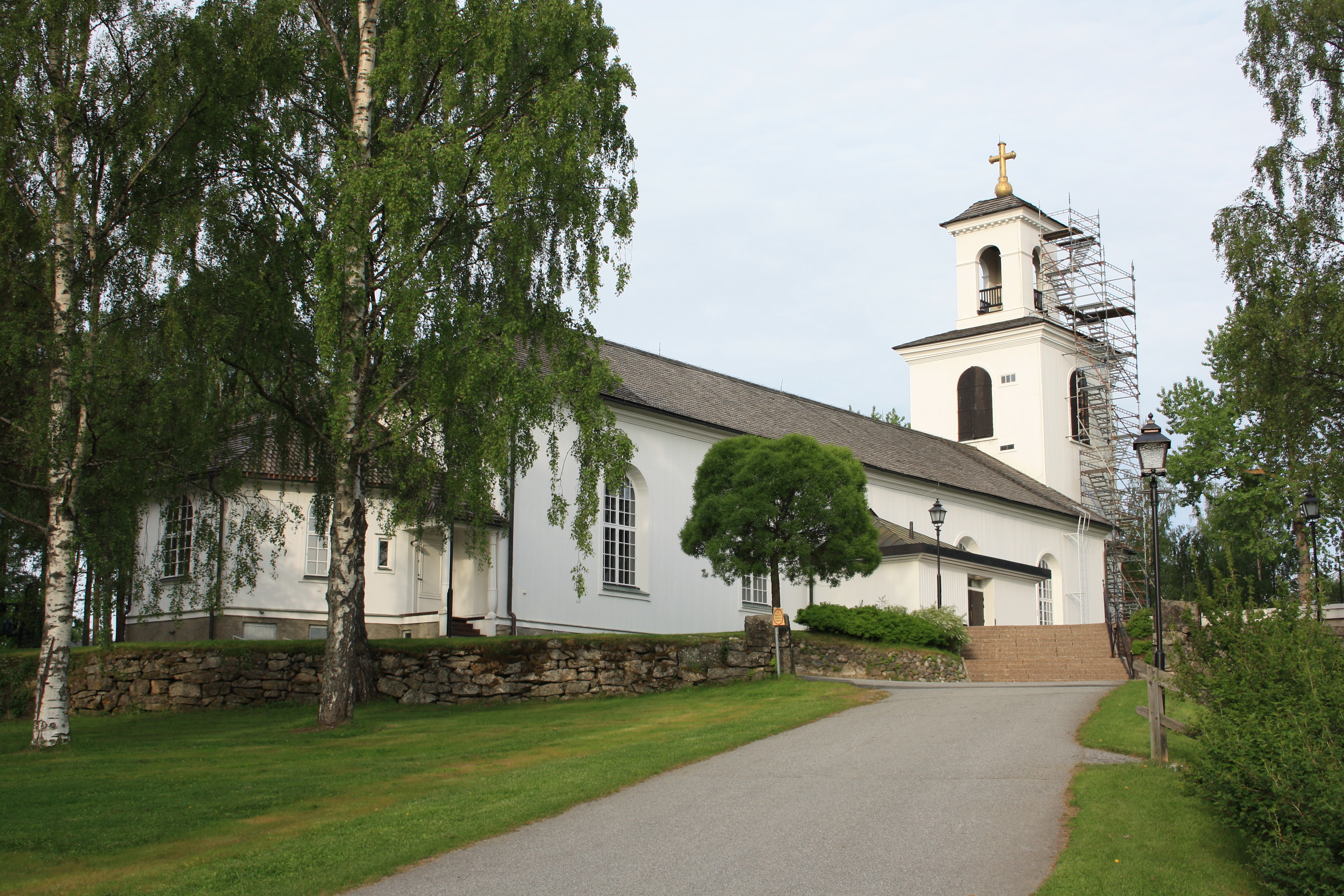
Церква
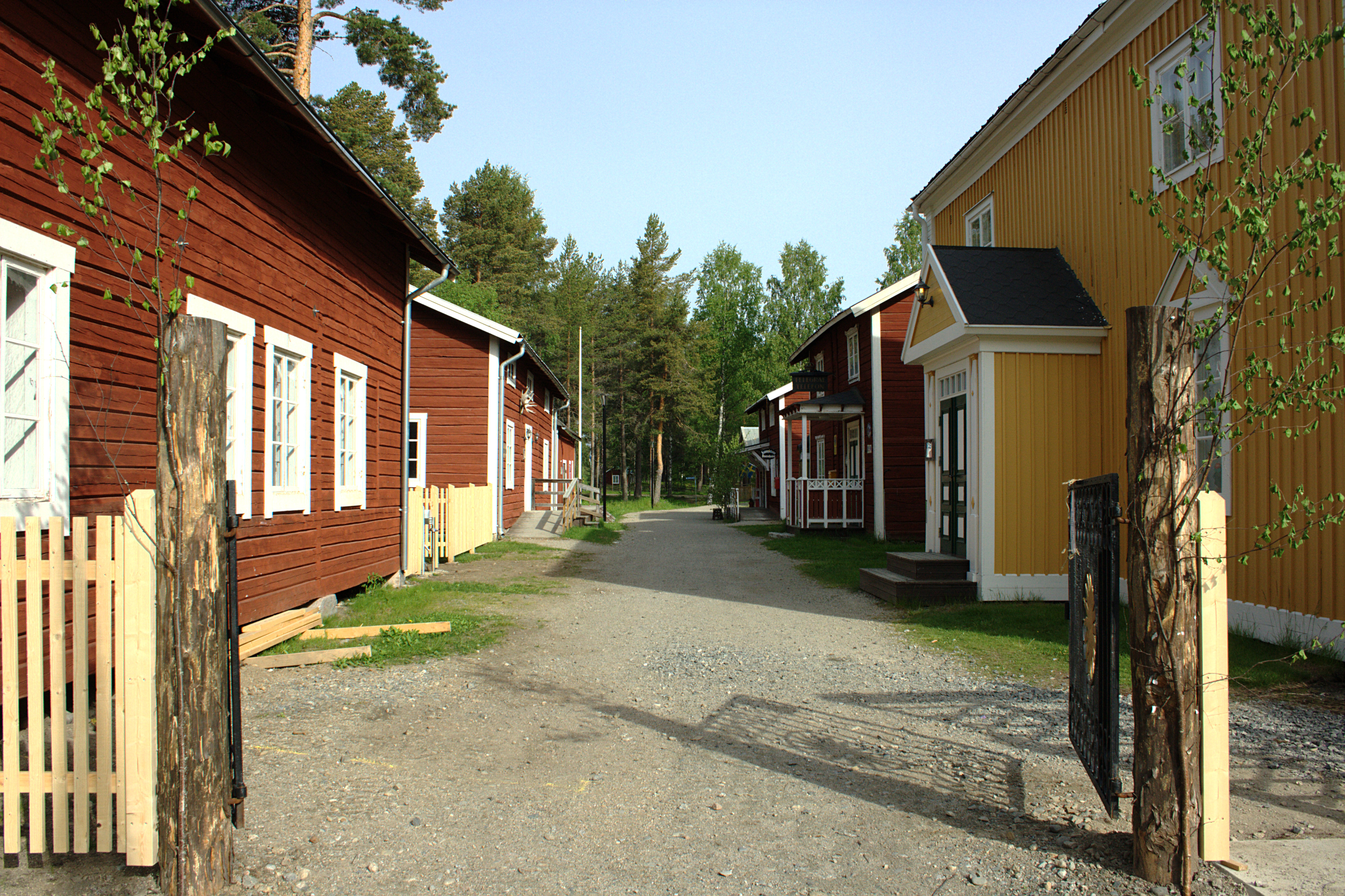
Забудова старого міста

## Покликання
- Сайт комуни Люкселе [Архівовано 14 листопада 2012 у Wayback Machine.]